# Galium valdepilosum
Galium valdepilosum — вид квіткових рослин з родини маренових (Rubiaceae). Ареал: Австрія, Чехія, Данія, Німеччина, Польща.

## Середовище
Росте на кам'янистих схилах, осипах або в світлих лісах на неглибоких, сильноскелетних ґрунтах на основних і ультраосновних субстратах, включаючи серпантини, рідше на силікатних субстратах.

## Біоморфологічний опис
Багаторічник із численними безплідними пагонами. Стебла слабкі, лежачі або висхідні, до 30 см заввишки, чотиригранні, сильно розгалужені. листки й прилистки в мутовках по 6–7, від оберненоланцетні, загострені, голі або коротко опушені, із загорнутими краями. Суцвіття волотисте, в обрисі широкояйцювате. Квітки на квітконіжках. Віночок білий, округлий, 2–3 мм у діаметрі, частки віночка чашоподібні, загострені, розділений на плоскі, загострені до основи частки віночка. Цвіте в травні та червні. Мерикарпій ниркоподібний, з помітними конічними горбками на поверхні.